# بخش مرکزی شهرستان لردگان
بخش مرکزی شهرستان لردگان یکی از بخش‌های شهرستان لردگان در استان چهارمحال و بختیاری ایران است.

## تقسیمات کشوری
- بخش مرکزی شهرستان لردگان
  - دهستان ریگ
  - دهستان سردشت
  - دهستان میلاس
  - دهستان ارمند

شهرها: لردگان

## جمعیت
بنابر سرشماری مرکز آمار ایران، جمعیت بخش مرکزی شهرستان لردگان در سال ۱۳۸۵ برابر با ۹۷۷۰۴ نفر بوده است.